# 菥蓂
菥蓂（学名：Thlaspi arvense）为十字花科菥蓂属下的一个种。

## 释名
菥蓂始载于《神农本草经》。

## 形态
- 一年生草本，高9-60厘米
- 茎直立，不分枝或分枝，具棱
- 基生叶倒卵状长圆形
- 总状花序顶生，花白色
- 花瓣长圆状倒卵形
- 果实
- 短角果倒卵形或近圆形，扁平，顶端凹入，边缘有翅
- 干燥果实
- 种子倒卵形，长约1.5毫米，黄褐色，有同心环状条纹

## 延伸阅读
[在维基数据编辑]
 《欽定古今圖書集成·博物彙編·草木典·菥蓂部》，出自陈梦雷《古今圖書集成》
 《植物名實圖考·菥蓂》，出自吳其濬《植物名實圖考》